# Mosquito Coast (film)
Mosquito Coast (The Mosquito Coast) è un film del 1986 diretto dal regista Peter Weir, con protagonista Harrison Ford, tratto da un romanzo di Paul Theroux.
La vicenda narrata nel film è raccontata da Charlie (River Phoenix), figlio del protagonista Allie Fox (Harrison Ford). 
Scritto dallo sceneggiatore Paul Schrader, già autore di American Gigolò e Taxi Driver, sulla base dell'omonimo romanzo di Paul Theroux, all'inizio il film non ebbe successo, ma con gli anni è diventato un film di culto ed oggi è considerato uno dei migliori lavori del regista, che aveva già collaborato con Ford l'anno precedente in Witness - Il testimone.

## Trama
Il sogno allucinato di Allie Fox, inventore, anticonformista e contestatore, si trasforma in una folle avventura. Indignato dal consumismo e dal capitalismo, incompreso nel suo lavoro, Allie lascia gli Stati Uniti con tutta la famiglia per la Costa dei Mosquito honduregna, dove acquista il villaggio di Jeronimo nella giungla. Al comando dei suoi, della famiglia Maywit e degli zambo locali, Allie insegue l'utopia di creare dal nulla il suo paradiso.
In un primo momento il piccolo abitato si avvia a prosperare. L'inventore dota Jeronimo di un'enorme macchina ("Cicciobomba") in grado di produrre ghiaccio per refrigerare il paese. Intanto però si scontra con il reverendo Spellgood, una caricaturale figura di missionario che, deciso a evangelizzare la regione, minaccia di alienare gli abitanti di Jeronimo.
Quando tre banditi cercano rifugio al villaggio l'equilibrio si spezza. Pur di non sottostare al loro ricatto, Allie li attira con un tranello nel "Cicciobomba" per farli morire assiderati. Ma gli uomini, sentendosi in pericolo, si mettono a sparare. "Cicciobomba" esplode, Jeronimo viene distrutta e le acque circostanti restano gravemente inquinate.
Nonostante la tragedia l'inventore non desiste dal suo proposito. Tenendo in ostaggio l'intera famiglia, egli si accampa in un nuovo fatiscente insediamento in riva al mare, finché una tempesta lo abbatte. I Fox scampano di nuovo al pericolo, ma la sopportazione è al limite. Allie infatti è ormai preda della più completa esaltazione e obbliga la famiglia a risalire il fiume. Lungo il percorso si imbatte di nuovo nel villaggio ove il missionario sta indottrinando gli indigeni con metodi da predicatore televisivo; Fox accecato dalla rabbia verso Spellgood appicca il fuoco nella chiesa con una tanica di benzina. Nello scontro che segue, Spellgood spara all'inventore ferendolo gravemente.
Benché paralizzato, Allie continua a tiranneggiare i suoi, imponendo loro di proseguire; essi però stavolta lo ingannano e discendono invece il fiume. L'uomo, convinto di star ancora inseguendo il suo sogno, muore fra le braccia del primogenito Charlie.

## Riconoscimenti
- 1988 - Young Artist Award
  - Miglior giovane divo cinematografico (River Phoenix)